# 메리오네스속
메리오네스속(Meriones)은 쥐과 황무지쥐아과에 속하는 설치류 속이다. 애완동물로 가장 흔한 몽골저빌을 포함하여 약 17종으로 이루어져 있다. 이 속의 저빌들은 대형 저빌이라는 뜻의 아랍어 단어인 "저드"(jird)라고 불리는데, 몽골저빌만 유일하게 "저빌"(gerbil)로 불린다.

## 하위 종
| - 타마리스크저드 (M. tamariscinus) - 페르시아저드 (M. persicus) - 왕저드 (M. rex) - 아라비아저드 (M. arimalius) - 정저드 (M. chengi) - 순데발저드 (M. crassus) | - 달저드 (M. dahli) - 모로코저드 (M. grandis) - 리비아저드 (M. libycus) - 중국저드 (M. meridianus) - 벅스턴저드 (M. sacramenti) - 쇼저드 (M. shawi) | - 트리스트럼저드 (M. tristrami) - 몽골저빌 (M. unguiculatus) - 비노그라도프저드 (M. vinogradovi) - 자루드니저드 (M. zarudnyi) - 인도사막저드 (M. hurrianae) |